# Проценки (Полтавський район)
Проце́нки — село в Україні, у Зіньківській міській громаді Полтавського району Полтавської області. Населення становить 545 осіб. До 2020 орган місцевого самоврядування — Проценківська сільська рада.

## Географія
Село Проценки знаходиться на лівому березі річки Грунь, вище за течією примикає село Дуб'яги, нижче за течією на відстані 0,5 км розташоване село Ступки, на протилежному березі - сёло Пилипенки, Гусаки, Хмарівка та Дубівка. Річка в цьому місці звивиста, утворює лимани, стариці та заболочені озера. Поряд розташований заказник «Твань-Кар'єри».

## Історія
Виникло як поселення вільних козаків.
У Національній книзі пам'яті жертв Голодомору 1932—1933 років в Україні перелічено 66 жителів села, що загинули від голоду.
12 червня 2020 року, відповідно до розпорядження Кабінету Міністрів України № 721-р «Про визначення адміністративних центрів та затвердження територій територіальних громад Полтавської області», село увійшло до складу Зіньківської міської громади.
19 липня 2020 року, в результаті адміністративно - територіальної реформи та ліквідації Зіньківського району, село увійшло до складу новоутвореного Полтавського району Полтавської області.

## Населення

### Мова
Розподіл населення за рідною мовою за даними перепису 2001 року:
| Мова            | Кількість | Відсоток |
| --------------- | --------- | -------- |
| українська      | 528       | 96.88%   |
| російська       | 14        | 2.57%    |
| білоруська      | 1         | 0.18%    |
| інші/не вказали | 2         | 0.37%    |
| Усього          | 545       | 100%     |

## Інфраструктура
У селі розміщена двоповерхова школа, у якій навчається близько 110 дітей з Проценок та навколишніх сіл, дитячий садок. Є магазини, сільська рада, ФАП. Село газифіковане, центральна його частина має водогін.